# Szynierposi
Szynierposi (ros. Шинерпоси) – wieś (dieriewnia) w Rosji, w Czuwaszji, w rejonie czeboksarskim. W 2010 liczyła 525 mieszkańców.